# فالور (غرناطة)
بلدية فالور (بالإسبانية: Válor) هي بلدية تقع في مقاطعة غرناطة التابعة لمنطقة أندلوسيا جنوب إسبانيا.

## الديموغرافيا
بلغ عدد سكان بلدية فالور 710 نسمة عام 2011 (وفقاً للمعهد الوطني الإسباني للإحصاء).
| 1.024 | 1.001 | 835 | 736 | 673 | 726 | 710 |